# Riachão das Neves (ort)
Riachão das Neves är en ort i Brasilien.   Den ligger i kommunen Riachão das Neves och delstaten Bahia, i den östra delen av landet, 600 km nordost om huvudstaden Brasília. Riachão das Neves ligger 503 meter över havet och antalet invånare är 11 236.
Terrängen runt Riachão das Neves är kuperad åt sydväst, men åt nordost är den platt. Runt Riachão das Neves är det mycket glesbefolkat, med 6 invånare per kvadratkilometer..
Omgivningarna runt Riachão das Neves är huvudsakligen savann.